# 辽圣宗
遼聖宗耶律隆緒（972年1月16日—1031年6月25日），遼朝第六位皇帝（982年10月14日－1031年6月25日在位），契丹名文殊奴。是遼國在位最長的皇帝，在位49年。遼景宗嫡長子，母圣神宣献皇后萧绰。

## 生平
辽圣宗即位前曾被封為梁王。乾亨四年（982年）九月壬子（10月13日），遼景宗去世，次日，耶律隆绪登基，即辽圣宗。
他即位時，年12歲，皇太后蕭燕燕臨朝。983年改元統和，并将国号“大辽”改为“大契丹”。统和四年（986年），立皇后萧氏。蕭太后執政期間，進行了改革，並且勵精圖治，注重農桑，興修水利，減少賦稅，整頓吏治，訓練軍隊，使百姓富裕，國勢強盛。統和九年（991年）滅亡渤海残余定安國，統和二十二年（1004年）遼聖宗与宋真宗達成澶淵之盟。
統和二十七年（1009年）聖宗全面親政後，遼朝（契丹）已進入鼎盛，基本上延續蕭太后執政時的遼朝風貌，並且還反對嚴刑峻法，不給貪官可乘之機。在位期間四方征戰，進入遼朝疆域的頂峰。
晚年时，辽圣宗迷信佛教，窮途奢侈，遼國勢走向下坡路。遼聖宗死於太平十一年六月初三日（1031年6月25日），終年61歲，葬於庆云山，陵号庆陵。謚號為文武大孝宣皇帝，廟號為聖宗。《遼史》贊語：“遼之諸帝，在位長久，令名（美名）無窮，其唯（遼）聖宗乎！”

## 后妃子女

### 皇后
- 废后萧氏，因罪降为贵妃，《辽史·列传第一·后妃》无载。
- 皇后蕭菩薩哥，辽圣宗母亲萧绰的侄女
- 元妃蕭耨斤，与蕭菩薩哥来自不同的家族，生辽兴宗耶律宗真，第二女耶律岩母、第三女耶律槊古，追谥钦哀皇后

### 妃嫔
- 贵妃萧氏，萧排押长女，生两女一子，兒子夭折。仅知一女是辽圣宗长女耶律燕哥。
- 德妃萧氏，开泰六年（1017年）六月初一被赐死[5]
- 淑仪耿氏，《辽史》记为姜氏，生耶律侯古（耶律宗愿）
- 丽仪马氏，《辽史》[6]记开泰二年（1013年）春正月，马氏为丽仪，耿氏为淑仪，尚寝白氏为昭仪，尚服李氏为顺仪，尚功艾氏为芳仪，尚书孙氏为和仪。耿淑仪为皇子耶律侯古（耶律宗愿）母，同时除孙氏外，其他妃嫔姓氏与公主生母姓氏重叠，疑与马氏为同一人。此次册封中没有出现的皇子耶律吳哥的生母仆隗氏、公主生母大氏及两位萧氏。其中，仆隗氏的民族不详，大氏是常见的渤海国姓氏。两位萧氏中，一位来自契丹萧氏，另一位可能也如此。马氏、耿氏、白氏、李氏、艾氏、孙氏则为汉族常见姓氏，其中耿淑仪是汉族和契丹族后裔。
- 昭仪白氏，原為尚寢，疑与白氏为同一人，理由同马丽仪
- 顺仪李氏，原為尚服，疑与李氏为同一人，理由同马丽仪
- 芳仪艾氏，原為尚功，疑与艾氏为同一人，理由同马丽仪
- 和仪孙氏，原为尚书，开泰二年（1013年）春正月，与马丽仪等同封
- 仆隗氏 生耶律吴哥、耶律狗儿
- 萧氏 国舅夷离毕房之女，生第四女耶律崔八、第五女耶律陶哥。
- 萧氏 生第六女耶律钿匿。
- 马氏 生第七女耶律九哥。
- 大氏 生第八女耶律长寿。
- 白氏 生第九女耶律八哥、第十女耶律十哥、第十一女耶律擘失、第十二女耶律泰哥。
- 李氏 生第十三女耶律赛哥。
- 艾氏 生第十四女耶律兴哥。
- 芳儀李氏，传南唐元宗李璟之女，被辽朝所俘，成为圣宗嫔妃。真实性存疑。

### 子女
- 诸子（根据记载，包括早夭的儿子，辽圣宗至少有十子。另萧贵妃所生之子（987年至993年间出生、夭折）与佛宝奴是否为同一人已不可考。）
  - 某子，佛宝奴，生母不详，统和七年（989年）出生[7]
  - 某子，名不详，皇后蕭菩薩哥所生
  - 某子，名不详，皇后蕭菩薩哥所生
  - 名义上的第一子，辽兴宗耶律宗真，1016年生，母顺圣元妃萧耨斤
  - 某子，耶律属思，生母不详，1017年九月生[8]，辽圣宗为此子大赦，其余无记载。
  - 名义上的第二子，耶律宗元，1021年生，母顺圣元妃萧耨斤
  - 名义上的第三子，耶律宗简，生母不详，最早记录在1018年
  - 名义上的第四子，耶律宗训，母仆槐氏，最早记录在1013年
  - 名义上的第五子，耶律宗伟，母仆槐氏，最早记录在1018年
  - 名义上的第六子，耶律宗愿，1008年或1009年生，母耿淑仪

- 诸女（《辽史·公主表》记十四女，漏记萧贵妃所生之女。）
  - 长女耶律燕哥
  - 第二女耶律岩母
  - 第三女耶律槊古
  - 第四女耶律崔八
  - 第五女耶律陶哥
  - 第六女耶律钿匿
  - 第七女耶律九哥
  - 第八女耶律长寿
  - 第九女耶律八哥
  - 第十女耶律十哥
  - 第十一女耶律擘失
  - 第十二女耶律泰哥
  - 第十三女耶律赛哥
  - 第十四女耶律兴哥

## 影視形象

### 電視劇
| 年份   | 地區    | 作品         | 演員                                        |
| 1995年 | 中國    | 《贺兰雪》   | 郭铸                                        |
| 2009年 | 韩国KBS | 《千秋太后》 | 张东植、吴建宇（少年）                      |
| 2020年 | 中國    | 《燕云台》   | 陳昊 (1995年)、叶禾（少年）、裴文博（幼年） |

## 評價
- 元朝官修正史《辽史》脱脱等的評價是：“圣宗幼冲嗣位，政出慈闱。及宋人二道来攻，亲御甲胄，一举而复燕、云，破信、彬，再举而躏河、朔，不亦伟欤！既而侈心一启，佳兵不祥，东有茶、陀之败，西有甘州之丧，此狃于常胜之过也。然其践阼四十九年，理冤滞，举才行，察贪残，抑奢僣，录死事之子孙，振诸部之贫乏，责迎合不忠之罪，却高丽女乐之归。辽之诸帝，在位长久，令名无穷，其唯圣宗乎！”[9]